# Children (Joe South)
Children är en countrysång skriven av Joe South. Låten släpptes som singel 1970. South producerade och arrangerade låten och dess B-sida Clock Up On The Wall. 
Låten återfinns på Souths album Don't It Make You Want to Go Home. Sången har även spelats in av bland annat Billy Joe Royal och Jeannie C. Riley.